# Kräcklinge
Kräcklinge är kyrkbyn i Kräcklinge socken i Lekebergs kommun i Närke. Orten ligger tio kilometer nordväst om Kumla och tio kilometer sydväst om Örebro.
I orten ligger Kräcklinge kyrka.
Den 19 november 1992 avled företagaren Holger Nilsson. När hans testamente öppnades 15 mars 1993, framgick det att han lämnade 30 miljoner kronor till de 271 byborna, som fick 60 000 kronor var. En film om händelsen gjordes 2019.